# Chaetodontoplus duboulayi
Chaetodontoplus duboulayi là một loài cá biển thuộc chi Chaetodontoplus trong họ Cá bướm gai. Loài này được mô tả lần đầu tiên vào năm 1867.

## Từ nguyên
Từ định danh của loài được đặt theo tên của Francis Houssemayne du Boulay, nhà côn trùng học và là người đã thu thập mẫu gốc của loài này.

## Phạm vi phân bố và môi trường sống
C. duboulayi có phạm vi phân bố trải dài từ vùng biển phía bắc của Úc (từ bờ tây bang Tây Úc đến Queensland), ngược lên phía bắc đến quần đảo Aru (Indonesia) và vùng biển phía nam đảo New Guinea, về phía nam đến đảo Lord Howe.
Loài này sống tập trung gần các rạn san hô và mỏm đá ngầm ven bờ với nền đáy là đá vụn, độ sâu khoảng từ 5 đến 20 m.

## Mô tả
C. duboulayi có chiều dài cơ thể tối đa được biết đến là 28 cm. C. duboulayi có màu xanh lam thẫm (gần như đen) với các đường sọc gợn sóng màu xanh sáng (cá đực) hoặc các vệt vàng lốm đốm (cá cái) ở hai bên thân. Đầu có một dải xanh băng qua mắt, liền sau đó là một vệt màu trắng. Sau đầu có một dải màu vàng, và một dải vàng tương tự dọc gốc vây lưng. Vây đuôi, vây bụng và vây ngực có màu vàng. Vây hậu môn và vây lưng có các vệt xanh như thân với viền xanh óng ở rìa.
Số gai vây lưng: 11; Số tia vây ở vây lưng: 22; Số gai vây hậu môn: 3; Số tia vây ở vây hậu môn: 21.

## Sinh thái
Thức ăn chủ yếu của C. duboulayi là hải miên (bọt biển) và những loài thuộc phân ngành Sống đuôi. C. duboulayi thường bơi theo cặp hoặc hợp thành những nhóm nhỏ.
C. duboulayi là một loài cá cảnh khá đắt tiền và cũng thường được xuất khẩu trong ngành buôn bán cá cảnh. Loài này đã được nhân giống nuôi nhốt thành công.

### Tán tỉnh và sinh sản
Hành vi tán tỉnh và sinh sản của C. duboulayi được quan sát trong một bể cá cảnh.
Trước khi thực hiện hành vi giao phối, cá đực thực hiện màn tán tỉnh cá cái bằng cách bơi nhanh, ngang xung quanh cá cái trong vài giây với cơ thể nghiêng về một bên. Trong quá trình tán tỉnh, cá đực chủ yếu sử dụng vây đuôi để đẩy cơ thể, đồng thời màu sắc của đầu trở nên nhạt hơn. Cá đực lặp lại màn tán tỉnh này cho đến khi giao phối. Cá cái cũng thực hiện hành vi tán tỉnh, bơi lên phía trước hoặc bên cạnh cá đực với tất cả các vây căng rộng (cá cái thường đập vây lưng và vây hậu môn). Khi cá đực dí mõm vào mạn sườn cá cái, cả hai cùng bơi từ từ lên mặt nước.
Quá trình sinh sản xảy ra khi cá cái bơi về phía trước và phóng một đám trứng. Cá đực sau đó lao về phía trước và phóng tinh rồi nhanh chóng bơi xuống dưới, theo sau là cá cái. Khi ở dưới đáy, cá đực rượt đuổi cá cái theo vòng tròn, còn cá cái căng rộng vây lưng và vây hậu môn (phần vây gai được khép lại). Sau khi quá trình sinh sản kết thúc, cá đực đôi khi lại tiếp tục tán tỉnh cá cái bằng hành động bơi nhanh, nhưng cá cái thường không đáp lại. Trứng nở trong khoảng 24–25 giờ sau đó.